# Lilia (nome)
Lilia  è un nome proprio di persona italiano femminile.

## Varianti
- Maschili: Lilio

### Varianti in altre lingue
- Bulgaro: Лилия (Lilija)[1]
- Croato: Ljilja[2]
- Danese: Lilli, Lilly[2]
- Faorense: Lilja[2]
- Francese: Lili[2], Lys, Lis[3]
- Finlandese: Lilja[4], Lilli[4]
- Gallese: Lileas[2]
- Georgiano: ლიანა (Liana)[2]
- Inglese: Lily[2], Lillie[2], Lilly[2]
- Irlandese: Líle[5]
- Islandese: Lilja[4]
- Lituano: Lilija[2]
- Norvegese: Lilly[2]
- Polacco: Lilia[2]
- Portoghese: Liana[2]
- Rumeno: Liana[2]
- Russo: Лилия (Lilija)[1]
  - Лилечка (Lilečka),[6] Лилька (Lil'ka),[6] Лиля (Lilja)[6]
- Scozzese: Lilias, Lileas[2]
- Serbo: Љиља (Ljilja)[2]
- Spagnolo: Lilia[2]
- Svedese: Lilly[2]
- Tedesco: Lilie[7], Lilli, Lili[2]
- Ucraino: Лілія (Lilija, Lilia, Lilya)[1]
- Ungherese: Lili[2]

## Origine e diffusione

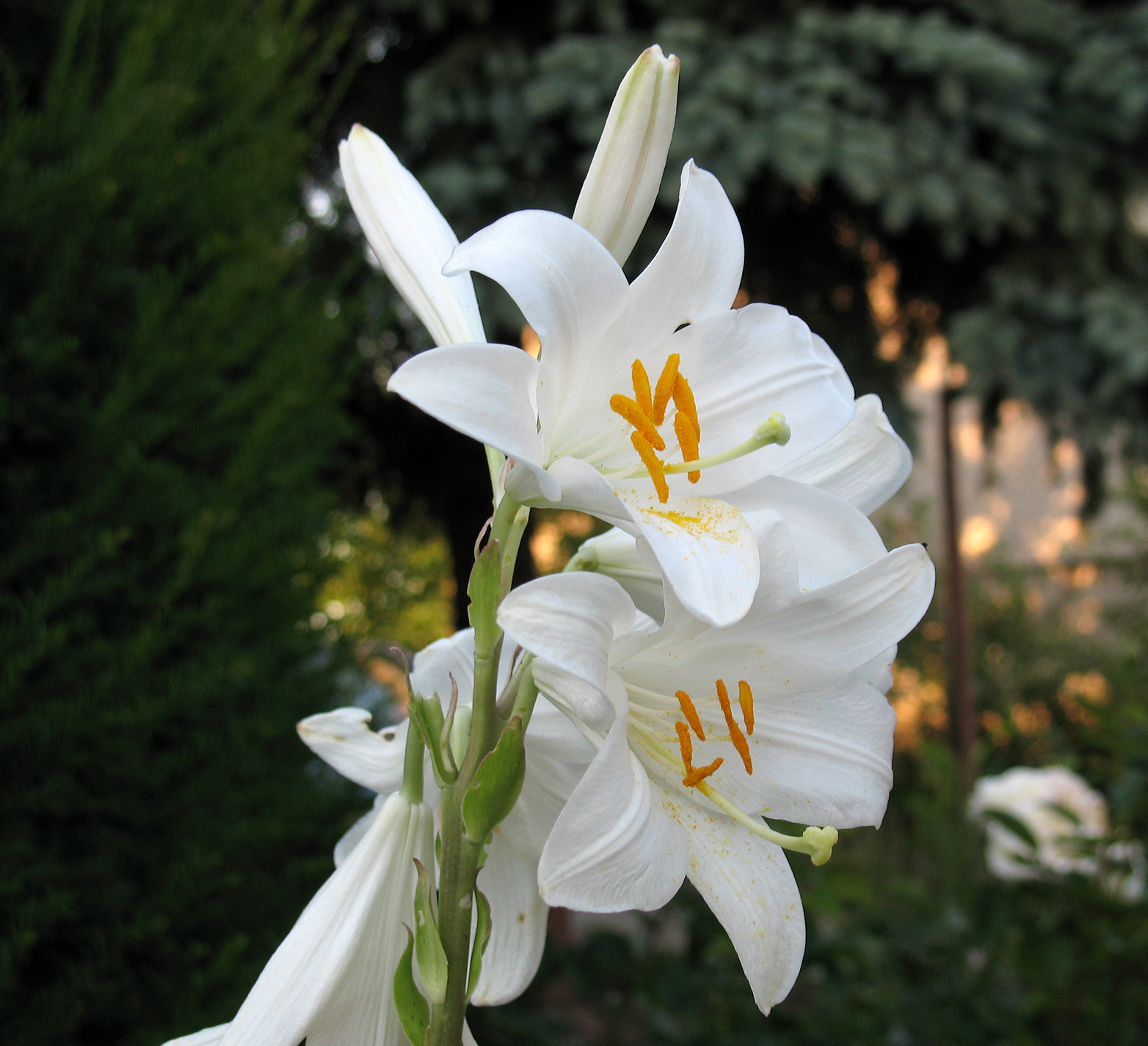
Un fiore di Lilium candidum

Si basa sul latino lilium, ovvero "giglio", un classico simbolo di purezza. Può anche essere visto come un ipocoristico di Liliana, che è un derivato di Elisabetta ma, a sua volta, viene occasionalmente considerato un'elaborazione di Lilia; oltretutto anche diverse delle varianti di Lilia, quali Lilli e Lillie, possono essere forme tronche di Elisabetta.
È un nome poco diffuso. Per significato, è analogo ai nomi Susanna, Azucena e Gigliola.

## Onomastico
Il nome è adespota, cioè non è portato da alcuna santa. L'onomastico può essere festeggiato il 1º novembre in occasione di Ognissanti.

## Persone

Lilia Silvi

- Lilia Maria del Santissimo Crocifisso, religiosa italiana
- Lilia Osterloh, tennista statunitense
- Lilia Rositto, schermitrice argentina
- Lilia Silvi, attrice italiana
- Lilia Skala, attrice austriaca
- Lilia Zaouali, scrittrice tunisina

### Variante Lilli
- Lilli Carati, attrice italiana

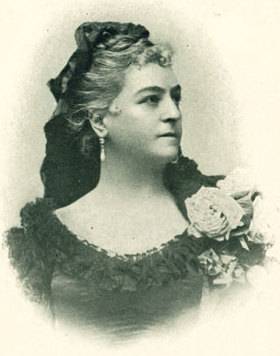
Lilli Lehmann

- Lilli Gruber, giornalista, scrittrice e politica italiana
- Lilli Lehmann, soprano tedesco
- Lilli Lembo, attrice italiana
- Lilli Palmer, attrice tedesca

### Variante Lilly
- Lilly Daché, stilista francese
- Lilly-Fleur Pointeaux, attrice francese
- Lilly Reich, designer tedesca

### Variante Lili

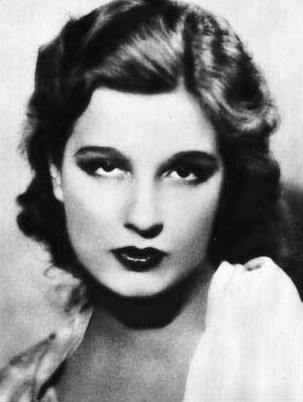
Lili Damita

- Lili Boulanger, compositrice francese
- Lili Cerasoli, attrice italiana
- Lili Chookasian, contralto statunitense
- Lili Damita, attrice francese
- Lili Elbe, artista danese
- Lili Reinhart, attrice statunitense
- Lili Taylor, attrice statunitense

### Variante Lily

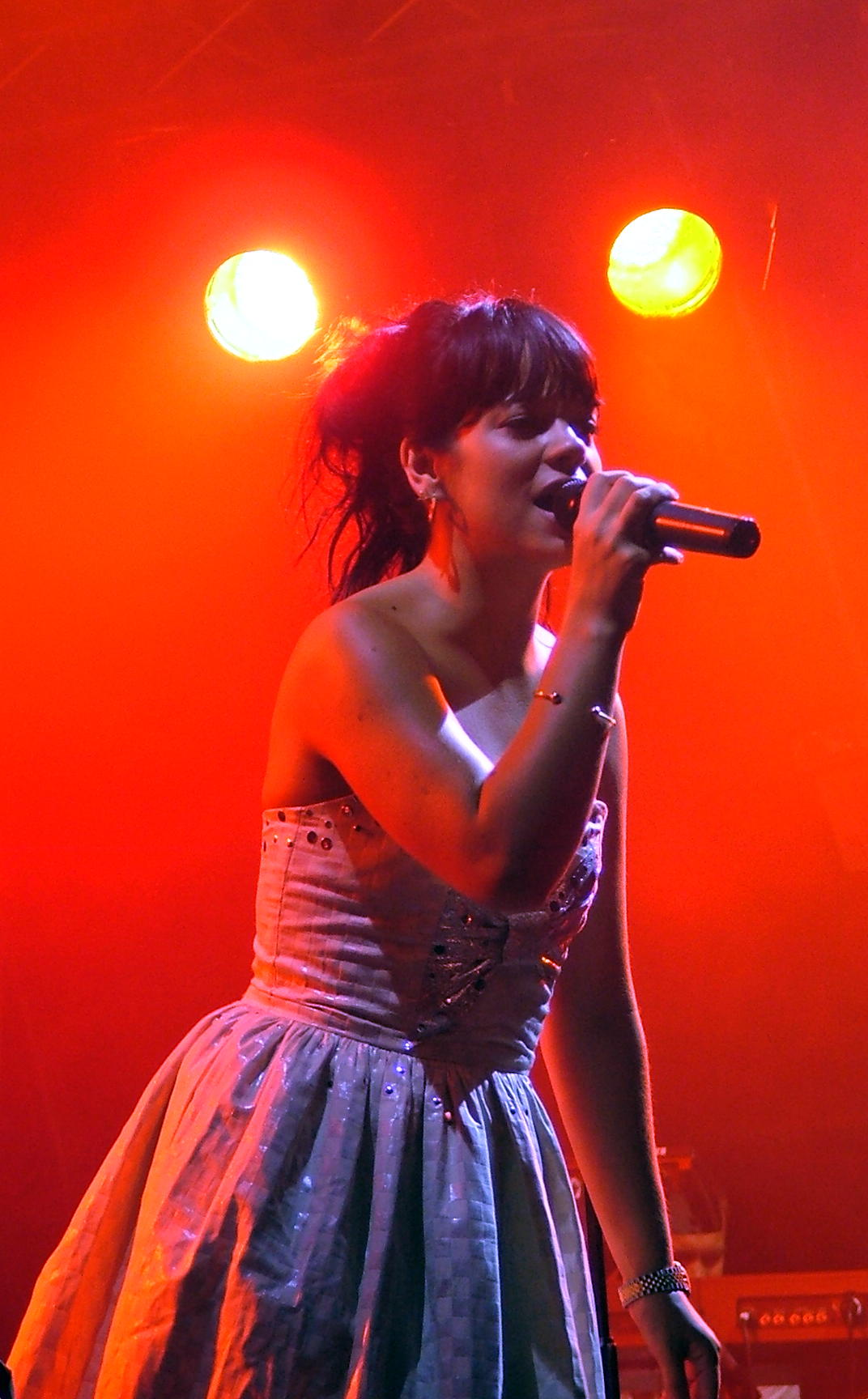
Lily Allen

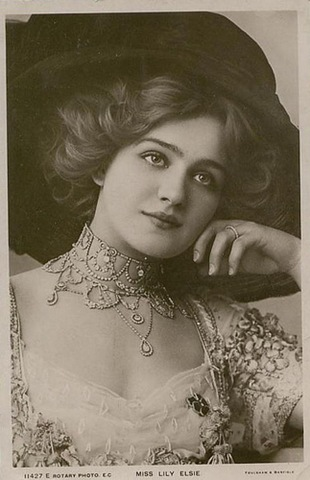
Lily Elsie

- Lily, pseudonimo di Claudette Colbert, attrice statunitense
- Lily Aldridge, supermodella statunitense
- Lily Allen, cantante britannica
- Lily Branscombe, attrice neozelandese
- Lily Brayton, attrice britannica
- Lily Cole, attrice e modella britannica
- Lily Collins, attrice e modella britannica
- Lily Donaldson, supermodella britannica
- Lily Elsie, attrice teatrale e cantante britannica
- Lily Granado, attrice francese
- Lily James, attrice britannica
- Lily Kronberger, pattinatrice artistica su ghiaccio ungherese
- Lily Labeau, pornoattrice e modella statunitense
- Lily Loveless, attrice e ballerina britannica
- Lily Parr, calciatrice britannica
- Lily Pons, soprano francese naturalizzata statunitense
- Lily Rabe, attrice statunitense
- Lily Thai, pornoattrice statunitense
- Lily Tirinnanzi, attrice e doppiatrice italiana
- Lily Tomlin, attrice statunitense

### Variante Lillie
- Lillie Langtry, attrice britannica

### Variante Lilija
- Lilija Nurutdinova, atleta sovietica
- Lilija Podkopajeva, ginnasta ucraina
- Lilija Šobuchova, atleta russa
- Lilija Vasil'čenko, fondista sovietica
- Lilija Vasil'eva, fondista russa

## Il nome nelle arti
- Lilli è un personaggio del film d'animazione Disney Lilli e il vagabondo e del suo seguito Lilli e il vagabondo II - Il cucciolo ribelle.
- Lilia è un personaggio del film del 1956 I dieci comandamenti, diretto da Cecil B. DeMille.
- Lilja è un personaggio del film del 2002 Lilja 4-ever, diretto da Lukas Moodysson.
- Lilli è un personaggio dell'anime Lilli un guaio tira l'altro.
- Lilia è un personaggio della serie Pokémon.
- Lilly è un personaggio del videogioco Grandia.
- Lily Aldrin è un personaggio della sitcom televisiva How I Met Your Mother.
- Lillie Connolly è un personaggio immaginario della serie fumettistica di Dylan Dog.
- Lili Daurier è un personaggio del film del 1953 Lili, diretto da Charles Walters.
- Lily Dickart è un personaggio dei fumetti di Tex Willer.
- Lily Evans è un personaggio della serie di libri e film Harry Potter, ideati da J. K. Rowling.
- Lilli Greco è lo pseudonimo di Italo Nicola Greco, produttore discografico, compositore, musicista, e arrangiatore italiano.
- Lily Iglehart è un personaggio della serie tv targata Netflix Sex Education.
- Lilly Kane è un personaggio della serie televisiva Veronica Mars.
- Lili Marleen è la donna amata della famosissima canzone tedesca omonima, oltre che il titolo di un film del 1980.
- Lili Rochefort è un personaggio della serie di videogiochi Tekken.
- Lily Rowan è un personaggio immaginario creato da Rex Stout per la serie di Nero Wolfe.
- Lily Scott è un personaggio della serie One Tree Hill.
- Lilly Truscott è un personaggio della serie televisiva Hannah Montana.
- Lily van der Woodsen è un personaggio della serie televisiva Gossip Girl.
- Lily Loud è un personaggio della serie A casa dei Loud.